# Bank Hofmann
Die Bank Hofmann AG war eine Schweizer Privatbank mit Hauptsitz in Zürich. Ihr Schwerpunkt lag in den Bereichen Anlageberatung, Vermögensverwaltung sowie im Wertschriften-, Derivat- und Devisenhandel. Sie unterhielt zudem verschiedene Tochtergesellschaften und Repräsentanzen im In- und Ausland.

## Geschichte
Die Bank Hofmann wurde am 1. Januar 1897 in Zürich von Alfred Schuppisser und Ernst Vogel unter dem Namen „Bank Schuppisser, Vogel & Co.“ gegründet und konzentrierte sich auf Emissons- und Börsengeschäfte sowie Vermögensverwaltung und Kreditvergabe. Das neue Unternehmen wurde auch Mitglied der Zürcher Effektenbörse und erhielt dort einen Sitz.
Die wirtschaftliche Krise von 1900 ging auch an der Bank Schuppisser, Vogel & Co. nicht spurlos vorüber. Die zwei Gesellschafter trennten sich wieder. Schuppisser führte nach 1902 die Bank unter der Bezeichnung "Schuppisser & Co." allein weiter. 1901 trat Albert Hofmann (1874–1948) in die Firma Alfred Schuppisser & Co. als erster Börsendisponent und „Stiller Teilhaber“ ein. Nach Schuppissers Tod übernahm Albert Hofmann am 31. März 1907 die Leitung der Bank, die ab 1917 unter dem Namen "A. Hofmann & Cie. A.G." firmierte. Er stellte sein Geschäft nicht unter das Bankengesetz von 1935, so dass sich das Institut bis 1949 auf Börsengeschäfte und Vermögensverwaltung beschränkte. Albert Hofmann wirkte auch mit beim Aufbau der „Aluminium-Industrie-Aktiengesellschaft“ (AIAG) (fusionierte im Jahr 2000 mit „Alcan“).
Nach Albert Hofmanns Tod 1948 folgte sein Schwiegersohn Heinrich Hürlimann-Hofmann als Leiter der Bank. Er baute einen neuen Aktionärskreis auf und stellte einen neuen Verwaltungsrat zusammen. 1949 beschloss die Generalversammlung, die Bank dem Bankengesetz zu unterstellen. Damit konnte das Institut wieder die klassischen Bankaktivitäten betreiben, insbesondere das Kommerzgeschäft im In- und Ausland. Am 25. August 1949 erfolgte die Umbenennung in „Bank Hofmann AG“. Die ausserordentlich gute Geschäftsentwicklung und der gestiegene Personalbedarf veranlassten die Bank 1950 zum Erwerb eines neuen Geschäftssitzes in der Zürcher Talstrasse 27 (Ecke Talstrasse/Bleicherweg).
Im Jahr 1973 erfolgte der Verkauf der Bank Hofmann an die damalige „Schweizerische Kreditanstalt“ (SKA), nachdem der damalige Hauptaktionär Hans Sturzenegger (Inhaber der „H. Bank Sturzenegger & Cie.“ in Basel, seit 1984 „Baumann & Cie, Banquiers“) keine adäquate Nachfolgeregelung gefunden hatte. Die SKA ließ ihre neue Tochtergesellschaft als eigenständiges Unternehmen mit eigenem Markenauftritt weiterarbeiten. Als Arthur Pfenninger 1975 die Führung der Bank Hofmann übernahm, baute er diese bis Anfang der achtziger Jahre von einer Universalbank in eine Privatbank um. Ende der achtziger Jahre eröffnete die Bank Hofmann ihre Repräsentanz in München, 1992 gefolgt von Vertretungen in Berlin und Buenos Aires. Im Jahre 1990 wurde „Bank Hofmann (Guernsey) Ltd.“ gegründet. 1994 und 1996 folgten die Gründungen der „Bank Hofmann Trustees Ltd.“ in Guernsey respektive der „Hofmann Trust AG“ in Zürich.
Seit ihrem 100-jährigen Jubiläum 1997 gehörte die Bank Hofmann AG zur Geschäftseinheit „Credit Suisse Private Banking“ der Credit Suisse Group (seit 1997 der neue Name der ehemaligen „Schweizerische Kreditanstalt“). Im Jahr 2000 ermöglichte die Übernahme der „Bank für Handel & Effekten“ der Bank Hofmann neben den klassischen Private Banking auch Dienstleistungen des privaten und kommerziellen Kreditgeschäftes anbieten zu können. Die Notwendigkeit die inzwischen fünf Bürostandorte der Bank Hofmann in Zürich unter einem Dach zusammenzuführen, veranlasste diese am 18. August 2004 das Geschäftshaus Metropol in der Fraumünsterstrasse (1892–1893 vom Architekten Heinrich Ernst errichtet) von der Stadt Zürich im Baurecht für 80 Jahre zu erwerben. Der Architekt Martin Spühler führte im Auftrag der Bank zwischen 2005 und 2007 die grundlegende Renovation des Gebäudes durch.
In Folge der Weltfinanzkrise entschied die Credit Suisse Group als Muttergesellschaft der Bank Hofmann, diese per 1. April 2007 mit ihren Tochtergesellschaften „Clariden Bank“, „Bank Leu“, „BGP Banca di Gestione Patrimoniale“ und „Credit Suisse Fides“ zur Bank Clariden Leu mit Sitz in Zürich zusammenzuschließen. Die Bank Hofmann hatte in 2006, ihrem letzten Geschäftsjahr, 333 Mitarbeiter, eine Bilanzsumme von 2,663 Milliarden Schweizer Franken und ein Kundenvermögen von 25,6 Milliarden Schweizer Franken.